# 白鰭袋巨口魚
白鰭袋巨口魚（学名：Photonectes achirus）为輻鰭魚綱巨口鱼目巨口鱼科的其中一種。分布於西北大西洋區，包括加勒比海及墨西哥灣海域，為深海魚類，棲息深度75-1400公尺，體長可達6.2公分。

## 扩展阅读
維基物種上的相關：白鰭袋巨口魚